# Sratsimir Hill
Der Sratsimir Hill (englisch; bulgarisch хълм Срацимир wrach Srazimir) ist ein 732 m hoher Hügel an der Davis-Küste des Grahamlands auf der Antarktischen Halbinsel. Er ragt 8,23 km nordnordwestlich des Sredorek Peak, 2,78 km nördlich bis westlich des Bankya Peak, 2,84 km südöstlich des Wennersgaard Point und 7,83 km nordwestlich des Velichkov Knoll am nördlichen Ausläufer des Korten Ridge auf.
Deutsche und britische Wissenschaftler kartierten ihn 1996 gemeinsam. Die bulgarische Kommission für Antarktische Geographische Namen benannte ihn 2010 nach der Ortschaft Srazimir im Nordosten Bulgariens in Verbindung mit dem bulgarischen Zaren Iwan Srazimir (1324–1397/98).